# Nesti Nase
Nesti Nase (ur. 14 kwietnia 1922 w Korczy, zm. 11 lutego 1995 w Tiranie) – albański dyplomata i funkcjonariusz służb specjalnych, minister spraw zagranicznych w latach 1966-1982.

## Życiorys
Ukończył francuskojęzyczne liceum w Korczy. W 1944 wstąpił do Komunistycznej Partii Albanii. W 1945 objął stanowisko zastępcy komisarza politycznego batalionu, a wkrótce potem przeszedł do pracy w Dyrektoriacie Obrony Ludu. W 1946 kierował strukturami Sigurimi w Sarandzie, a następnie w Szkodrze.  W 1947 przeszedł do pracy w ministerstwie spraw zagranicznych, obejmując kierownictwo wydziału spraw międzynarodowych. W latach 1950–1952 pracował w ambasadzie Albanii w Polsce. W 1952 objął stanowisko ambasadora Albanii w Bułgarii, następnie w Chinach (1954-1958) i w Związku Sowieckim (1958-1961). Po zerwaniu stosunków albańsko-sowieckich w 1961 został uznany przez stronę sowiecką za persona non grata i zmuszony do powrotu do kraju.
W latach 1962–1966 sprawował funkcję wiceministra spraw zagranicznych, a następnie od 1966 przez szesnaście lat kierował tym resortem. W historii Albanii był najdłużej sprawującym swoją funkcję ministrem spraw zagranicznych. W 1973, po przyjęciu Republiki Federalnej Niemiec do ONZ w imieniu władz Albanii wystąpił wobec strony niemieckiej z żądaniem zapłaty odszkodowań wojennych w kwocie 2 mld dolarów.
Po odejściu ze stanowiska w 1982 pracował w Instytucie Spraw Międzynarodowych. 18 września 1982 aresztowany przez funkcjonariuszy Sigurimi, razem z Fiqrete Shehu i Llambi Peçanim. We wrześniu 1983 skazany na 25 lat więzienia za zdradę ojczyzny. Po jego aresztowaniu, żona Petrina popełniła samobójstwo. Wyszedł z więzienia w marcu 1991.